# Cantone di San Cristóbal
Il cantone di San Cristóbal è un cantone dell'Ecuador che si trova nella provincia delle Galápagos.
Il capoluogo del cantone è Puerto Baquerizo Moreno, posta all'estremità occidentale dell'isola di San Cristóbal, la più orientale dell'arcipelago.
Il territorio del cantone comprende le isole di San Cristóbal, Española, Floreana, Genovesa e Santa Fé.